# Bioclimatologie
La bioclimatologie est l'étude des effets du climat et des microclimats sur le développement de tous les êtres vivants et par extension sur les écosystèmes. On parle aussi de bioclimatologie humaine. Les prémices de cette science sont apparus lors de l'élaboration des indices de confort de Terjung (1966).
À ne pas confondre avec la biométéorologie qui s'occupe des effets sur le vivant des phénomènes météorologiques ponctuels comme l'effet d'une tempête.

## Enjeux
Il est admis que les végétaux (et donc les espèces qui en dépendent) sont dépendants des conditions climatiques et microclimatiques. 
Pour comprendre les mécanismes de l'eau au niveau du système « sol-plante-climat », il est nécessaire de mesurer trois paramètres qui sont en interaction les uns avec les autres pour former le complexe hydrique :
- La demande évaporative climatique (l'évapotranspiration potentielle) et les apports d'« eau utile » du climat (soit les précipitations, les hydrométéores) ;
- Le niveau de la réserve en eau du sol  ;
- L'évapotranspiration de la culture en fonction de son stade phénologique.